# 1er régiment d'automitrailleuses
Pour les articles homonymes, voir 1er régiment.
Le 1er régiment d'automitrailleuses (1er RAM) est une unité motorisée de la cavalerie française. Créé en 1933 sous le nom de 1er groupe d'automitrailleuses, le 1er RAM prend son nom définitif au début de la Seconde Guerre mondiale et disparait à la fin de la bataille de France. 

## Historique

### 1ergrouped'automitrailleuse
Le 1er GAM est créé le 1er janvier 1933 par réunion de deux escadrons d'automitrailleuses de cavalerie : le 4e et le 11e EAMC. En garnison à Orléans, il est le régiment d'automitrailleuses de la 1re division de cavalerie.
Le groupe reçoit différents types de véhicules, comme l'automitrailleuse de reconnaissance (AMR) Citroën-Kégresse P28 (en service en 1933-1934) ou la voiture blindé radio Berliet VUDB4 (testée vers 1937). En 1934, le régiment reçoit 15 AMR 33. Parmi ses escadrons, deux sont équipés d'automitrailleuses, l'un d'automitrailleuses de découverte (AMD), l'autre mixte automitrailleuses de combat (AMC)/automitrailleuses de combat. Il reçoit des AMR 35 en remplacement des AMR 33 à partir de la fin de l'année 1937.

En octobre 1938, le 1er GAM quitte Orléans pour rejoindre Troyes. Il est en effet envisagé de transformer la 1re division de cavalerie en division légère mécanique, le 1er GAM devenant un régiment de combat sous le nom de 1er régiment de cuirassiers.

Illustrations de quelques automitrailleuses en service au 1er GAM.
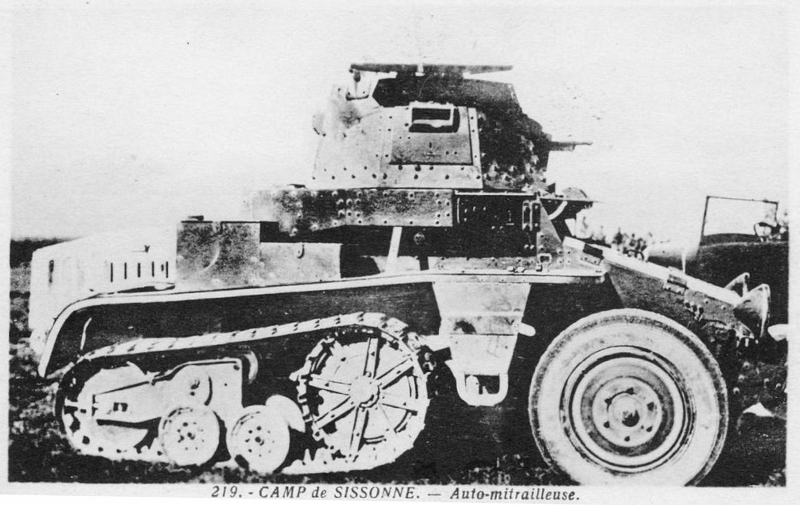
AMR P28.
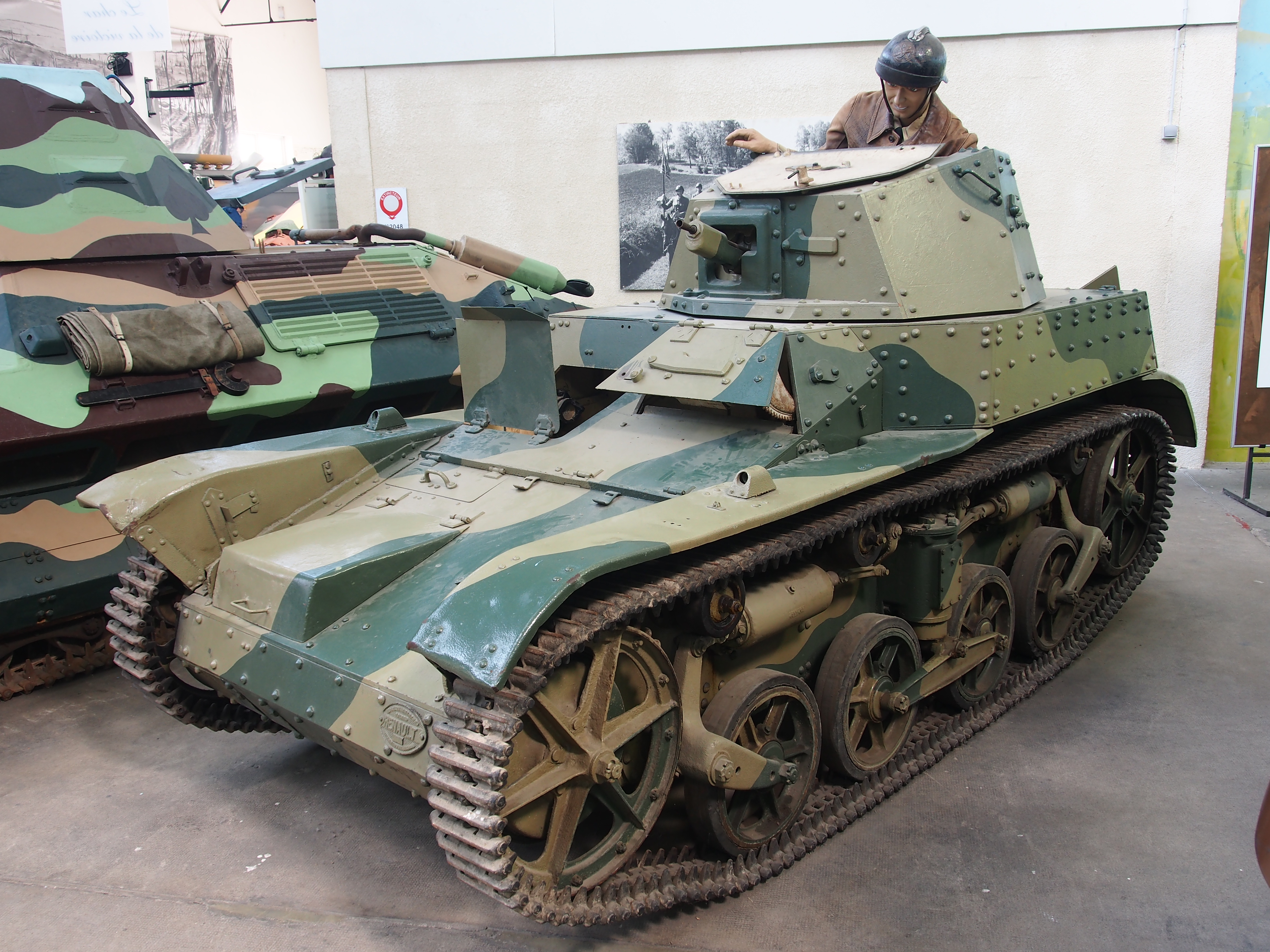
AMR 33.

### Mobilisation
En septembre 1939, le 1er groupe d'automitrailleuses est mobilisé et prend le nom 1er RAM de 2 septembre. Il est formé de deux groupes d'escadrons :
- 1er groupe d'escadrons - chef d'escadron Balny d'Avricourt
  - 1er escadron d'automitrailleuses de découverte (AMD) : 13 AMD 35 Panhard[9] - capitaine Chevalier
  - 2e escadron moto : 52 motos - capitaine de Laporte
  - 5e escadron moto : 52 motos - lieutenant Millot
- 2e groupe d'escadrons - chef d'escadron de Gasquet
  - 3e escadron d'automitrailleuses de reconnaissance (AMR) : 22 Hotchkiss H35 - capitaine d’Épenoux
  - 4e escadron d'automitrailleuses de combat (AMC) : 13 Hotchkiss H35 - capitaine Jouiton
  - 6e escadron d'automitrailleuses de reconnaissance : 21 AMR 35 - capitaine de Beaufort puis Bauchet
- Escadron hors-rang - capitaine Aubiban

Le 1er groupe d'escadrons est partiellement mobilisé à Troyes par le centre mobilisateur de cavalerie no 8 et le 2e partiellement mobilisé à Angers par le centre mobilisateur de cavalerie no 9,.

Illustrations de quelques blindés en service au 1er RAM.
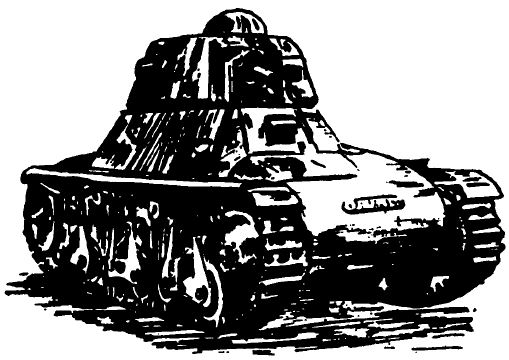
Hotchkiss H35.
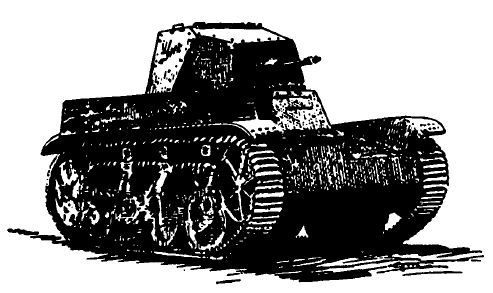
AMR 35.
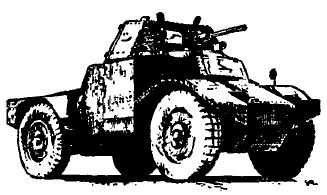
AMD 35 Panhard.

### Réorganisations
En décembre 1939, le 6e escadron AMR passe au 5e régiment de dragons portés. Les 3e et 4e échangent leur désignations et une partie de leurs chars H35 : le 3e devient escadron AMC, doté de 14 H35, et le 4e devient escadron AMR, doté de 21 H35.
Le 1er janvier 1940, le 4e escadron AMR devient 5e escadron AMR et le 5e escadron moto 4e escadron moto. En février 1940, le 5e escadron AMR passe au 11e régiment de dragons portés. La 1re division de cavalerie devient au même moment la 1re division légère (puis 1re division légère de cavalerie en mars).
Au début de la bataille de France, le 1er RAM a donc l'organisation suivante :
- 1er groupe d'escadrons (découverte et motocyclistes) - chef d'escadron d'Astorg
  - 1er escadron AMD : 13 AMD 35 Panhard - capitaine Garnier
  - 2e escadron moto : 50 motos - capitaine de Verdelon
- 2e groupe d'escadrons (combat et motocyclistes) - chef d'escadron de Gasquet
  - 3e escadron AMR : 14 Hotchkiss H35 - capitaine d’Épenoux
  - 4e escadron moto : 50 motos - capitaine de Vibraye
- Escadron hors-rang - capitaine Aubiban

### Reconstitution
Le 1er RAM est reconstitué début juin 1940 avec deux escadrons et cinq AMD 35 Panhard lorsque les restes de la 1re DLC sont transformés en 4e division légère mécanique. L'effectif est augmenté le 11 juin et le régiment compte quatre escadrons :
- 1er escadron mixte : deux pelotons AMD et deux pelotons motos - capitaine Garnier
- 2e escadron mixte : un peloton AMD (sur deux prévus) et deux pelotons motos - lieutenant de Champeaux
- 3e escadron mixte : deux pelotons AMD et deux pelotons motos - capitaine Lemaigre-Dubreuil
- Escadron antichar : deux canons de 25 et quelques motos - lieutenant Grand Rive
- Escadron hors-rang : peloton de commandement et services généraux

Le régiment compte treize AMD 35 Panhard mais seulement trois du modèle classique : neuf sont des automitrailleuses simplement armées de fusil-mitrailleurs faute de tourelle et une est un exemplaire unique doté d'une nouvelle tourelle conçue en deux jours par Renault et équipée d'un canon de 47 SA 35.
Les pelotons motos sont principalement équipés de side-cars Indian CAV (52 au 10 juin), avec quelques Gnome et Rhône XA et AX2. Le régiment dispose aussi de 20 motos solos Royal Enfield WD/C, de camions tous chemins GMC ACK 353 et de camions routiers Studebaker K 25 ou Citroën type 23.

### Combats en juin
Le 23 juin, le régiment récupère deux AMC 35 abandonnées à La Souterraine. Le lendemain, le régiment est renforcé par fusion avec les SOMUA S35 du groupement de La Roche, l'unité de chars de la 4e DLM. Le régiment est à Saint-Étienne-de-Fursac le 25 juin, jour du cessez-le-feu consécutif à l'armistice du 22 juin 1940.
Le régiment rejoint ensuite La Chapelle-Baloue en juillet. Il est dissous le 31 août 1940 et ses éléments non démobilisés rejoignent le 5e régiment de dragons de l'Armée d'armistice.

## Insigne
Le premier insigne du 1er GAM, fabriqué à partir de 1935 comme insigne de poitrine et peint à partir de 1936 sur les véhicules, montre un heaume de face dans un fer à cheval. Le heaume à deux plumets est hérité de l'emblème du 4e escadron d'autos-mitrailleuses de cavalerie (EAMC), le fer à cheval de celui du 11e EAMC.
Le second insigne (1937) est légèrement modifié : le heaume passe de profil et le fer à cheval est ailé.
En 1939, un nouvel insigne est conçu pour le 1er RAM : un bouclier carré, avec un fer à cheval ailé surmonté du heaume empanaché. Le bouclier fait référence au blindage des automitrailleuses.

## Décorations
Croix de guerre 1939-1945 avec deux palmes[réf. à confirmer].

## Personnalités ayant servi au1erGAMou au1erRAM
- Joseph d'Astorg, résistant mort en déportation

- Guy Grout de Beaufort, général[16]